# 山根健男
山根 健男（やまね たけお、1896年（明治29年）3月3日 - 1968年（昭和43年）7月1日）は、昭和期の政治家、華族。貴族院男爵議員。

## 経歴
陸軍将校・山根武亮の二男として生まれる。父の死去に伴い、1928年（昭和3年）5月1日、男爵を襲爵した。
暁星中学校を経て、学習院高等科を修了。アメリカ合衆国に留学し、オレゴン州立大学を修了した。
1931年（昭和6年）東京市嘱託となる。1932年（昭和6年）7月10日、貴族院男爵議員に選出され、公正会に所属して活動し1947年（昭和22年）5月2日の貴族院廃止まで2期在任した。その他、幣原内閣・商工参与官、中央職業紹介委員会委員、逓信省委員、運輸通信省委員、内閣行政委員などを務めた。

## 親族
- 妻：敏子（としこ、中島守利長女、山崎亀吉養女）[1]
- 養子・弟：元雄（武亮五男、敏子養子）[1]